# 500 kilomètres du Nürburgring FIA GT 2001
Navigation
Édition précédente
Les 500 kilomètres du Nüburgring 2001 FIA GT, disputées le 9 septembre 2001 sur le circuit du Nürburgring, et la neuvième manche du championnat FIA GT 2001.

## Course

### Classement de la course
Classement à l'issue de la course (vainqueurs de catégorie en gras), :
| Pos.   | Catégorie | N° | Écurie                     | Pilotes                                             | Châssis                   | Pneus | Tours |
| Pos.   | Catégorie | N° | Écurie                     | Pilotes                                             | Moteur                    | Pneus | Tours |
| ------ | --------- | -- | -------------------------- | --------------------------------------------------- | ------------------------- | ----- | ----- |
| 1      | GT        | 1  | Lister Storm Racing        | Jamie Campbell-Walter Mike Jordan                   | Lister Storm              | M     | 97    |
| 1      | GT        | 1  | Lister Storm Racing        | Jamie Campbell-Walter Mike Jordan                   | Jaguar 7.0L V12           | M     | 97    |
| 2      | GT        | 3  | Team Carsport Holland      | Jeroen Bleekemolen Mike Hezemans                    | Chrysler Viper GTS-R      | M     | 97    |
| 2      | GT        | 3  | Team Carsport Holland      | Jeroen Bleekemolen Mike Hezemans                    | Chrysler 8.0L V10         | M     | 97    |
| 3      | GT        | 15 | Prodrive All-Stars         | Rickard Rydell Peter Kox                            | Ferrari 550-GTS Maranello | D     | 97    |
| 3      | GT        | 15 | Prodrive All-Stars         | Rickard Rydell Peter Kox                            | Ferrari 5.9L V12          | D     | 97    |
| 4      | GT        | 12 | Paul Belmondo Racing       | Boris Derichebourg Vincent Vosse                    | Chrysler Viper GTS-R      | D     | 96    |
| 4      | GT        | 12 | Paul Belmondo Racing       | Boris Derichebourg Vincent Vosse                    | Chrysler 8.0L V10         | D     | 96    |
| 5      | GT        | 11 | Paul Belmondo Racing       | Anthony Kumpen Claude-Yves Gosselin Paul Belmondo   | Chrysler Viper GTS-R      | D     | 96    |
| 5      | GT        | 11 | Paul Belmondo Racing       | Anthony Kumpen Claude-Yves Gosselin Paul Belmondo   | Chrysler 8.0L V10         | D     | 96    |
| 6      | GT        | 2  | Lister Storm Racing        | Julian Bailey Nicolaus Springer                     | Lister Storm              | M     | 95    |
| 6      | GT        | 2  | Lister Storm Racing        | Julian Bailey Nicolaus Springer                     | Jaguar 7.0L V12           | M     | 95    |
| 7      | GT        | 7  | Larbre Compétition Chéreau | Christophe Bouchut Jean-Philippe Belloc             | Chrysler Viper GTS-R      | M     | 95    |
| 7      | GT        | 7  | Larbre Compétition Chéreau | Christophe Bouchut Jean-Philippe Belloc             | Chrysler 8.0L V10         | M     | 95    |
| 8      | GT        | 9  | Team A.R.T.                | Jean-Pierre Jarier François Lafon                   | Chrysler Viper GTS-R      | D     | 94    |
| 8      | GT        | 9  | Team A.R.T.                | Jean-Pierre Jarier François Lafon                   | Chrysler 8.0L V10         | D     | 94    |
| 9      | N-GT      | 69 | Autorlando Sport           | Philipp Peter Marco Werner                          | Porsche 911 GT3-RS        | P     | 94    |
| 9      | N-GT      | 69 | Autorlando Sport           | Philipp Peter Marco Werner                          | Porsche 3.6L Flat-6       | P     | 94    |
| 10     | N-GT      | 57 | Freisinger Motorsport      | Robin Liddell Stéphane Ortelli                      | Porsche 911 GT3-RS        | Y     | 94    |
| 10     | N-GT      | 57 | Freisinger Motorsport      | Robin Liddell Stéphane Ortelli                      | Porsche 3.6L Flat-6       | Y     | 94    |
| 11     | GT        | 21 | GLPK Racing                | Wim Daems Georg Severich                            | Chrysler Viper GTS-R      | D     | 94    |
| 11     | GT        | 21 | GLPK Racing                | Wim Daems Georg Severich                            | Chrysler 8.0L V10         | D     | 94    |
| 12     | N-GT      | 55 | Perspective Racing         | Thierry Perrier Michel Neugarten                    | Porsche 911 GT3-RS        | D     | 93    |
| 12     | N-GT      | 55 | Perspective Racing         | Thierry Perrier Michel Neugarten                    | Porsche 3.6L Flat-6       | D     | 93    |
| 13     | GT        | 18 | PSI Motorsport Team        | Kurt Mollekens Stéphane Cohen                       | Porsche 911 Bi-Turbo      | D     | 93    |
| 13     | GT        | 18 | PSI Motorsport Team        | Kurt Mollekens Stéphane Cohen                       | Porsche 3.6L Turbo Flat-6 | D     | 93    |
| 14     | N-GT      | 50 | Larbre Compétition Chéreau | Sébastien Dumez André Ahrlé                         | Porsche 911 GT3-RS        | M     | 93    |
| 14     | N-GT      | 50 | Larbre Compétition Chéreau | Sébastien Dumez André Ahrlé                         | Porsche 3.6L Flat-6       | M     | 93    |
| 15     | N-GT      | 70 | JVG Racing                 | Jürgen von Gartzen Bruno Eichmann                   | Porsche 911 GT3-RS        | P     | 93    |
| 15     | N-GT      | 70 | JVG Racing                 | Jürgen von Gartzen Bruno Eichmann                   | Porsche 3.6L Flat-6       | P     | 93    |
| 16     | GT        | 24 | Racing Box                 | Luca Cappellari Gabriele Matteuzzi Stefano Zonca    | Chrysler Viper GTS-R      | D     | 92    |
| 16     | GT        | 24 | Racing Box                 | Luca Cappellari Gabriele Matteuzzi Stefano Zonca    | Chrysler 8.0L V10         | D     | 92    |
| 17     | N-GT      | 77 | RWS Motorsport             | Luca Riccitelli Dieter Quester                      | Porsche 911 GT3-RS        | M     | 92    |
| 17     | N-GT      | 77 | RWS Motorsport             | Luca Riccitelli Dieter Quester                      | Porsche 3.6L Flat-6       | M     | 92    |
| 18     | N-GT      | 52 | EMKA Racing                | Tim Sugden Steve O'Rourke                           | Porsche 911 GT3-R         | D     | 92    |
| 18     | N-GT      | 52 | EMKA Racing                | Tim Sugden Steve O'Rourke                           | Porsche 3.6L Flat-6       | D     | 92    |
| 19     | GT        | 19 | Reiter Engineering         | Michael Trunk Bernhard Müller                       | Lamborghini Diablo GT     | D     | 92    |
| 19     | GT        | 19 | Reiter Engineering         | Michael Trunk Bernhard Müller                       | Lamborghini 6.0L V12      | D     | 92    |
| 20     | N-GT      | 62 | JMB Competition            | Christian Pescatori David Terrien                   | Ferrari 360 Modena N-GT   | M     | 92    |
| 20     | N-GT      | 62 | JMB Competition            | Christian Pescatori David Terrien                   | Ferrari 3.6L V8           | M     | 92    |
| 21     | N-GT      | 61 | Haberthur Racing           | Nigel Smith Sylvain Noël                            | Porsche 911 GT3-R         | D     | 91    |
| 21     | N-GT      | 61 | Haberthur Racing           | Nigel Smith Sylvain Noël                            | Porsche 3.6L Flat-6       | D     | 91    |
| 22     | GT        | 14 | Autorlando Sport           | Gabriele Sabatini Raffaele Sangiuolo Marco Spinelli | Porsche 911 GT2           | P     | 91    |
| 22     | GT        | 14 | Autorlando Sport           | Gabriele Sabatini Raffaele Sangiuolo Marco Spinelli | Porsche 3.8L Turbo Flat-6 | P     | 91    |
| 23     | N-GT      | 58 | Freisinger Motorsport      | Paul Knapfield Xavier Pompidou                      | Porsche 911 GT3-RS        | Y     | 89    |
| 23     | N-GT      | 58 | Freisinger Motorsport      | Paul Knapfield Xavier Pompidou                      | Porsche 3.6L Flat-6       | Y     | 89    |
| 24     | N-GT      | 59 | Freisinger Racing          | Alexey Vasilyev Nikolai Fomenko                     | Porsche 911 GT3-R         | Y     | 89    |
| 24     | N-GT      | 59 | Freisinger Racing          | Alexey Vasilyev Nikolai Fomenko                     | Porsche 3.6L Flat-6       | Y     | 89    |
| 25     | GT        | 28 | Wieth Racing               | Niko Wieth Franz Wieth                              | Ferrari 550 Maranello     | Y     | 86    |
| 25     | GT        | 28 | Wieth Racing               | Niko Wieth Franz Wieth                              | Ferrari 6.0L V12          | Y     | 86    |
| 26     | N-GT      | 74 | Jürgen Alzen Motorsport    | Jochen Berger Thomas Koch                           | Porsche 911 GT3-RS        | Y     | 81    |
| 26     | N-GT      | 74 | Jürgen Alzen Motorsport    | Jochen Berger Thomas Koch                           | Porsche 3.6L Flat-6       | Y     | 81    |
| 27 DNF | N-GT      | 54 | ART Engineering            | Fabio Babini Luigi Moccia                           | Porsche 911 GT3-RS        | P     | 88    |
| 27 DNF | N-GT      | 54 | ART Engineering            | Fabio Babini Luigi Moccia                           | Porsche 3.6L Flat-6       | P     | 88    |
| 28 DNF | N-GT      | 75 | Jürgen Alzen Motorsport    | Jürgen Alzen Wolf Henzler                           | Porsche 911 GT3-R         | Y     | 81    |
| 28 DNF | N-GT      | 75 | Jürgen Alzen Motorsport    | Jürgen Alzen Wolf Henzler                           | Porsche 3.6L Flat-6       | Y     | 81    |
| 29 DNF | N-GT      | 76 | RWS Motorsport             | Toto Wolff Gianni Collini                           | Porsche 911 GT3-R         | M     | 68    |
| 29 DNF | N-GT      | 76 | RWS Motorsport             | Toto Wolff Gianni Collini                           | Porsche 3.6L Flat-6       | M     | 68    |
| 30 DNF | N-GT      | 53 | ART Engineering            | Jirko Malchárek Andrea Bertolini                    | Porsche 911 GT3-R         | P     | 39    |
| 30 DNF | N-GT      | 53 | ART Engineering            | Jirko Malchárek Andrea Bertolini                    | Porsche 3.6L Flat-6       | P     | 39    |
| 31 DNF | N-GT      | 63 | JMB Competition            | Andrea Garbagnati Peter Kutemann Iradj Alexander    | Ferrari 360 Modena N-GT   | M     | 10    |
| 31 DNF | N-GT      | 63 | JMB Competition            | Andrea Garbagnati Peter Kutemann Iradj Alexander    | Ferrari 3.6L V8           | M     | 10    |
| 32 DNF | GT        | 4  | Team Carsport Holland      | Michael Bleekemolen Sebastiaan Bleekemolen          | Chrysler Viper GTS-R      | M     | 1     |
| 32 DNF | GT        | 4  | Team Carsport Holland      | Michael Bleekemolen Sebastiaan Bleekemolen          | Chrysler 8.0L V10         | M     | 1     |
| DNS    | GT        | 8  | Proton Competition         | Christian Ried Gerold Ried                          | Porsche 911 GT2           | Y     | –     |
| DNS    | GT        | 8  | Proton Competition         | Christian Ried Gerold Ried                          | Porsche 3.8L Turbo Flat-6 | Y     | –     |